# Sztuka latania (album)
Sztuka latania – składanka utworów różnych wykonawców. Znalazły się na niej utwory nie wydane na płytach długogrających poszczególnych wykonawców. Tytuł składanki pochodzi od tytułu utworu „Sztuka latania” zespołu Lady Pank.

## Lista utworów
Strona A
1. Aya RL – „Skóra” (muz. Igor Czerniawski – sł. Paweł Kukiz) – 4:35
2. L-4 – „Super para” (muz. Krzysztof Czarnecki – sł. Jerzy Pajda) – 3:05
3. L-4 – „Zastanów się” (muz. Krzysztof Czarnecki – sł. Jerzy Pajda) – 2:50
4. Mr. Zoob – „Kawałek podłogi” (muz. Jacek Paprocki – sł. Waldemar Miszczor) – 3:55
5. Mr. Zoob – „Kartka dla Waldka” (muz. Andrzej Donarski – sł. Grzegorz Tomczak) – 3:50
6. Lady Pank – „Banalna rzecz; C`est la vie” (muz. Jan Borysewicz – sł. Andrzej Mogielnicki) – 3:45

Strona B
1. Chwila Nieuwagi – „Główna przegrana” (muz. Robert Podgajny – sł. Piotr Siatkowski) – 5:00
2. Made in Poland – „To tylko kobieta” (muz. i sł. Made in Poland) – 6:00
3. Roxa – „A ona tańczy” (muz. Roxa – sł. Mariusz Wojeński) – 3:15
4. Lady Pank – „Sztuka latania” (muz. Jan Borysewicz – sł. Andrzej Mogielnicki) – 4:20